# Bacidina arnoldiana
Bacidina arnoldiana är en lavart som först beskrevs av Körb., och fick sitt nu gällande namn av V. Wirth & Vezda. Bacidina arnoldiana ingår i släktet Bacidina och familjen Ramalinaceae.  Arten är reproducerande i Sverige. Inga underarter finns listade i Catalogue of Life.